# Ружанна (Мазовецьке воєводство)
Ружанна (пол. Różanna) — село в Польщі, у гміні Одживул Пшисуського повіту Мазовецького воєводства.
Населення — 53 особи (2011).
У 1975-1998 роках село належало до Радомського воєводства.

## Демографія
Демографічна структура станом на 31 березня 2011 року:
|          | Загалом | Допрацездатний вік | Працездатний вік | Постпрацездатний вік |
| -------- | ------- | ------------------ | ---------------- | -------------------- |
| Чоловіки | 25      | 4                  | 16               | 5                    |
| Жінки    | 28      | 12                 | 7                | 9                    |
| Разом    | 53      | 16                 | 23               | 14                   |